# Żórawina (plaats)
Żórawina (Duits: Rothsürben) is een dorp in de Poolse woiwodschap Neder-Silezië. De plaats maakt deel uit van de gemeente Żórawina en telt 1700 inwoners.